# Strobilanthes dalzielii
Strobilanthes dalzielii är en akantusväxtart som först beskrevs av W. W. Smith, och fick sitt nu gällande namn av Raymond Benoist. Strobilanthes dalzielii ingår i släktet Strobilanthes och familjen akantusväxter. Inga underarter finns listade i Catalogue of Life.